# Bukit Juara
Bukit Juara är en kulle i Indonesien.   Den ligger i provinsen Aceh, i den västra delen av landet, 1 600 km nordväst om huvudstaden Jakarta. Toppen på Bukit Juara är 35 meter över havet.
Terrängen runt Bukit Juara är platt. Havet är nära Bukit Juara åt nordost.